# GDDR6
第六版圖形用雙倍資料傳輸率（Graphics Double Data Rate, version 6，簡稱GDDR6）是一種高頻寬的顯示記憶體標準，用於顯示卡、遊戲終端以及高效能運算上。

## 概略
預定GDDR6相比GDDR5X在相同或更少的資料用連接腳位的情況下有更高的頻寬，比GDDR5X更低的耗電。
SK Hynix在2017年4月宣布採用21奈米製程生產GDDR6記憶體晶片，而且其工作電壓比GDDR5的低10%（1.5/1.35V→1.35V），每顆晶片有8Gb~16Gb的容量並且單顆晶片的資料傳輸率有16Gbps，採用180針BGA封裝，其產品將於2018年初發表。而SK Hynix還稱首張使用SK Hynix的GDDR6顯示記憶體的顯示卡將會達到12GB的容量、384位元寬度的記憶體匯流排，提供768GB/s的頻寬表現。
2016年的Hot Chips會議上，三星電子宣布GDDR6是GDDR5X的接替品，並可望於2018年進入商用階段。2017年，美光也宣布將於2017年底或2018年初發表其自家的GDDR6產品。
而最初的消息指GDDR6由AMD與JEDEC於2012年合作制定，除此以外還有NVIDIA、Intel、高通、德州仪器、Cisco等資訊企業參與該標準的制定。該標準或基於DDR4 SDRAM，與基於DDR3 SDRAM的GDDR5將有不少技術差異。有不少消息稱該標準將於2014年完成，實際產品將會到2020年會大規模使用。然而，直至2017年三星電子、SK Hynix以及美光才公佈一些關於GDDR6的相關資訊，而JEDEC發表了DDR5 SDRAM標準制定中的資訊以後仍未有關於GDDR6的資訊。
到2017年5月為止，NVIDIA以及AMD所發售的顯示核心仍然使用GDDR5及其小幅升級版GDDR5X顯示記憶體，但資料傳輸率提升至8,000MT/s至10,000MT/s，更有採用產量很低的HBM、HBM2的顯示核心（如Radeon R9 Fury系列、基於Pascal微架構的Tesla運算加速卡）。
2018年8月20日，NVIDIA發布GeForce 20系列顯示卡使用GDDR6顯示記憶體。
2019年7月7日，AMD發布Radeon RX 5000 系列顯示卡使用GDDR6顯示記憶體。
2020年，NVIDIA發布使用GDDR6顯示記憶體的GeForce 16系列顯示卡。

## 外部連結
- HBM3 and GDDR6 emerge fresh from the oven of Hot Chips（页面存档备份，存于）（英文）
- When should we expect GDDR6?（页面存档备份，存于） - Reddit（英文）